# Gewone zeehond
De gewone zeehond (Phoca vitulina) is een zeeroofdier uit de familie van de zeehonden (Phocidae). De wetenschappelijke naam van de soort werd in 1758 gepubliceerd door Carl Linnaeus in de tiende editie van 
Systema naturae . De soort komt algemeen voor in de Waddenzee. Hij is nauw verwant aan de larghazeehond (Phoca largha).

## Beschrijving
De vachtkleur varieert van grijs tot donkerbruin of zelfs zwart. Meestal hebben de dieren donkere vlekken. De kop is afgerond en klein in verhouding tot het lichaam. De gesloten neusgaten lopen in een V-vorm.
Gewone zeehonden worden 120 tot 195 centimeter lang en 45 tot 130 kilogram zwaar. Vrouwtjes zijn meestal iets kleiner dan mannetjes. Vrouwtjes worden meestal 120 tot 156 centimeter lang, mannetjes 130 tot 195 centimeter. Mannetjes hebben regelmatig vele littekens op de nek. Vrouwtjes kunnen littekens hebben op de hals. Deze littekens zijn veroorzaakt door mannetjes, die tijdens het paren in de hals van het vrouwtje bijt.

## Gedrag
Zeehonden lijken honkvast te zijn en keren meestal terug naar dezelfde rustplaats. Sommige dieren zijn echter zwervers, en kunnen voor een langere periode wegblijven. De activiteitsperiode wordt bepaald door de getijden: bij vloed wordt er gejaagd, bij eb, wanneer zandbanken en rotseilandjes droog komen te liggen, wordt er gerust. In gebieden waar rustgebieden ook bij vloed droog blijven, zijn zeehonden dagdieren, die 's nachts op de rustplaatsen verblijven. De zeehonden rusten vaak in grote gemengde groepen, die uit tot wel 1.000 dieren kunnen bestaan. In het water zijn ze vaak echter alleen.
Mannetjes worden maximaal 26 jaar oud, vrouwtjes 32 jaar. De belangrijkste natuurlijke vijanden zijn haaien en de orka.

### Voedsel
Zeehonden voeden zich voornamelijk met vis, maar ook met weekdieren, kreeftachtigen, inktvissen en wulken. Vooral haring en kabeljauwachtigen zijn belangrijke prooidieren. In de Nederlandse wateren is bot de belangrijkste voedselbron. Grotere vissen eten ze aan het wateroppervlak, kleinere vissen worden tijdens het jagen onder water opgegeten. Jonge zeehonden worden bij de geboorte gezoogd. Ze eten ook levende diertjes van op de bodem, dat zijn dan kreeftachtigen. Dit doen ze tot op een leeftijd van 3 maanden. Zeehonden hebben de neiging om zich per seizoen op slechts één soort vis te richten.
Met het voedsel krijgen ze het meeste vocht binnen, en de gewone zeehond drinkt geen zeewater.

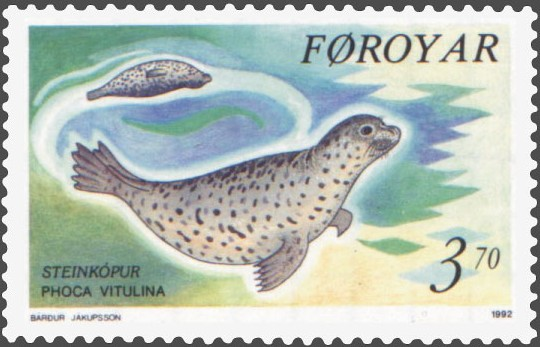
Gewone zeehond

### Voortplanting

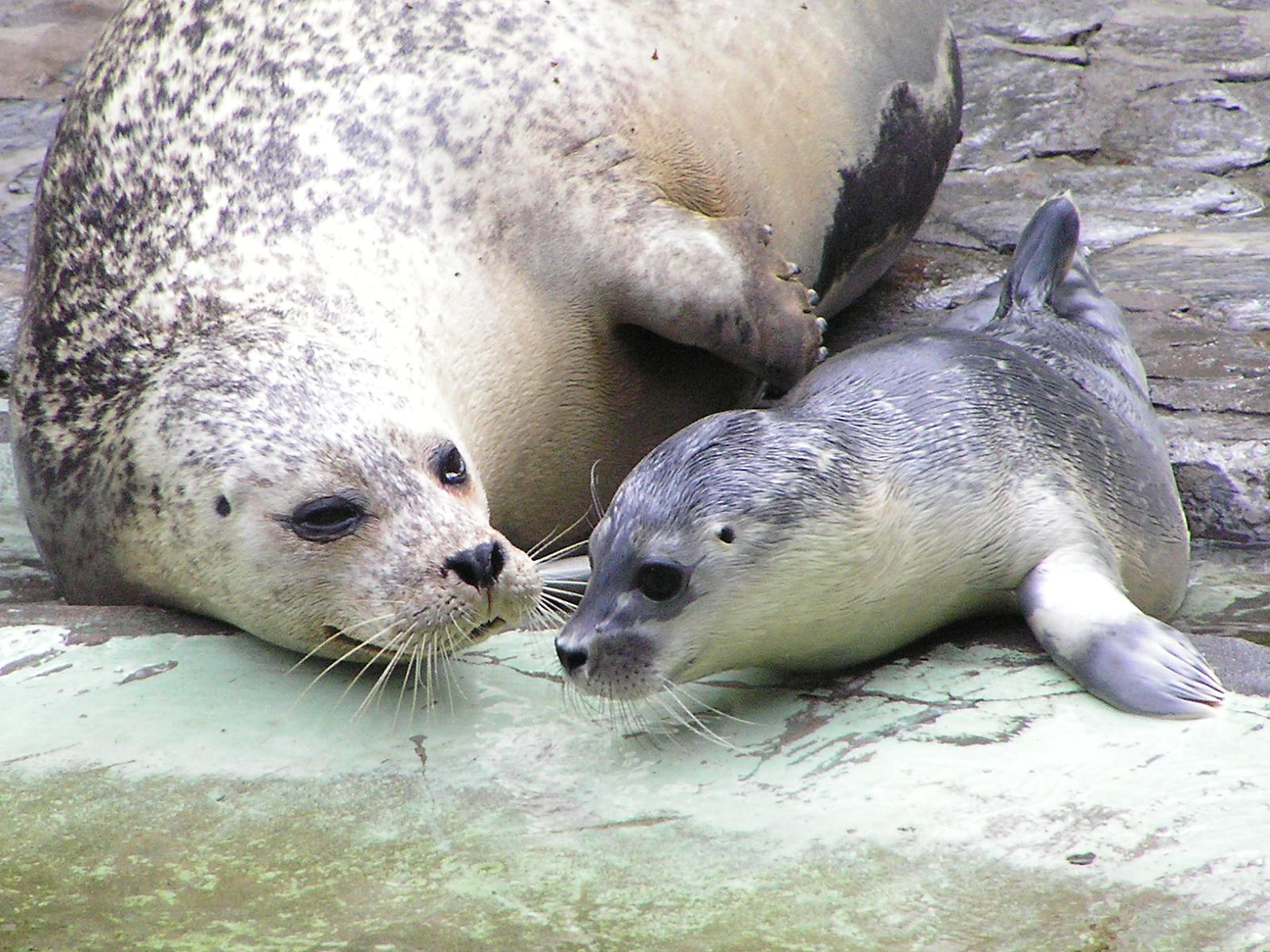
Jonge zeehond

De paartijd valt in juli en begin augustus. De balts en de paring vinden plaats in het water. Door een verlengde draagtijd komt de embryo pas tot ontwikkeling in november of december, ongeveer anderhalf tot drie maanden na de paring. De eigenlijke draagtijd duurt 8 maanden. In juni of juli worden de jongen geworpen.
In het voorjaar en de zomer werpen de wijfjes één jong, soms een tweeling op de zandplaten of op rotsen. Met de daaropvolgende vloed zwemmen ze al met de moeder mee. De jongen hebben net als de jongen van andere zeehondensoorten een witte wollige vacht, maar verliezen deze meestal al voor de geboorte, waardoor ze met hun volwassen vacht worden geboren. Zeehonden zijn bij de geboorte tussen de 70 en de 95 centimeter lang en 9 tot 11 kilogram zwaar.
Vrouwtjes beschermen de jongen tegen vijanden. Bij groot gevaar duikt de moeder met het jong in de bek het water in, waarbij ze vaak ook onderduikt. Ze zoogt het jong iedere drie à vier uur. De zoogtijd duurt net zo lang totdat het gewicht twee keer zoveel is als het geboortegewicht. Dit duurt meestal tussen de twee en de zes weken. Na de zoogtijd verlaat de moeder het jong, waarna het voor zichzelf moet zorgen.
Het mannetje is na 3 tot 5 jaar geslachtsrijp, het vrouwtje na 2 tot 4 jaar.

## Verspreiding en leefgebied
Gewone zeehonden leven langs beschutte kusten in de Noordelijke Atlantische en Grote Oceaan. In Europa komen ze voor langs de kust van de Oost-, de Noord- en de Waddenzee, en de kust van Noorwegen, Ierland en Groot-Brittannië (met uitzondering van het Kanaal). Ze komen over het algemeen voor op zandbanken, waaronder rond riviermondingen. Ook komen ze voor langs rotskusten.

## InNederland

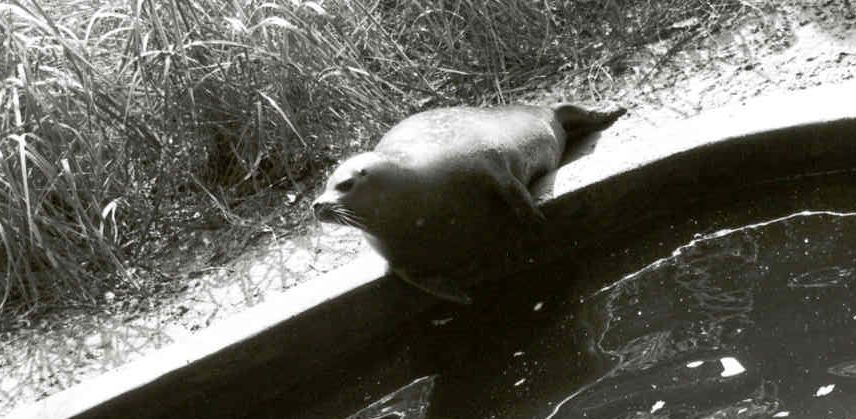
Zeehond in Burgers' Zoo

Vroeger waren zeehonden zo algemeen in de Waddenzee dat er op gejaagd werd. Aan het eind van de 20e eeuw werden er echter nog slechts een duizendtal geteld. Bescherming van de soort resulteerde in een toename en in 2001 telde men er weer ruim 3500. Als een van de oorzaken van de teruggang wordt gewezen op watervervuiling of te veel zware metalen en/of chloorkoolwaterstoffen in hun dagelijks voedsel, de vis. Het is ook mogelijk dat de verstoring door te veel recreatie een rol heeft gespeeld. Een belangrijke doodsoorzaak was een epidemie van het Phocine distemper virus in 1988, waaraan ongeveer zestig procent van de totale populatie in Noordwest-Europa stierf. Behalve in Nederland zijn de dieren ook volledig beschermd in het Verenigd Koninkrijk, Duitsland, Denemarken en Zweden.
Huilers, door hun moeder verlaten jonge zeehonden, worden in Nederland opgevangen in zeehondencrèches in Ecomare (Texel), Pieterburen (provincie Groningen) en A Seal (Stellendam) (provincie Zuid-Holland).
Behalve in de Waddenzee komen de zeehonden ook voor in Zeeland, vooral in de Oosterschelde en de Westerschelde. Deze populatie is veel minder talrijk dan die uit de Waddenzee en bestaat uit ongeveer 200 dieren.

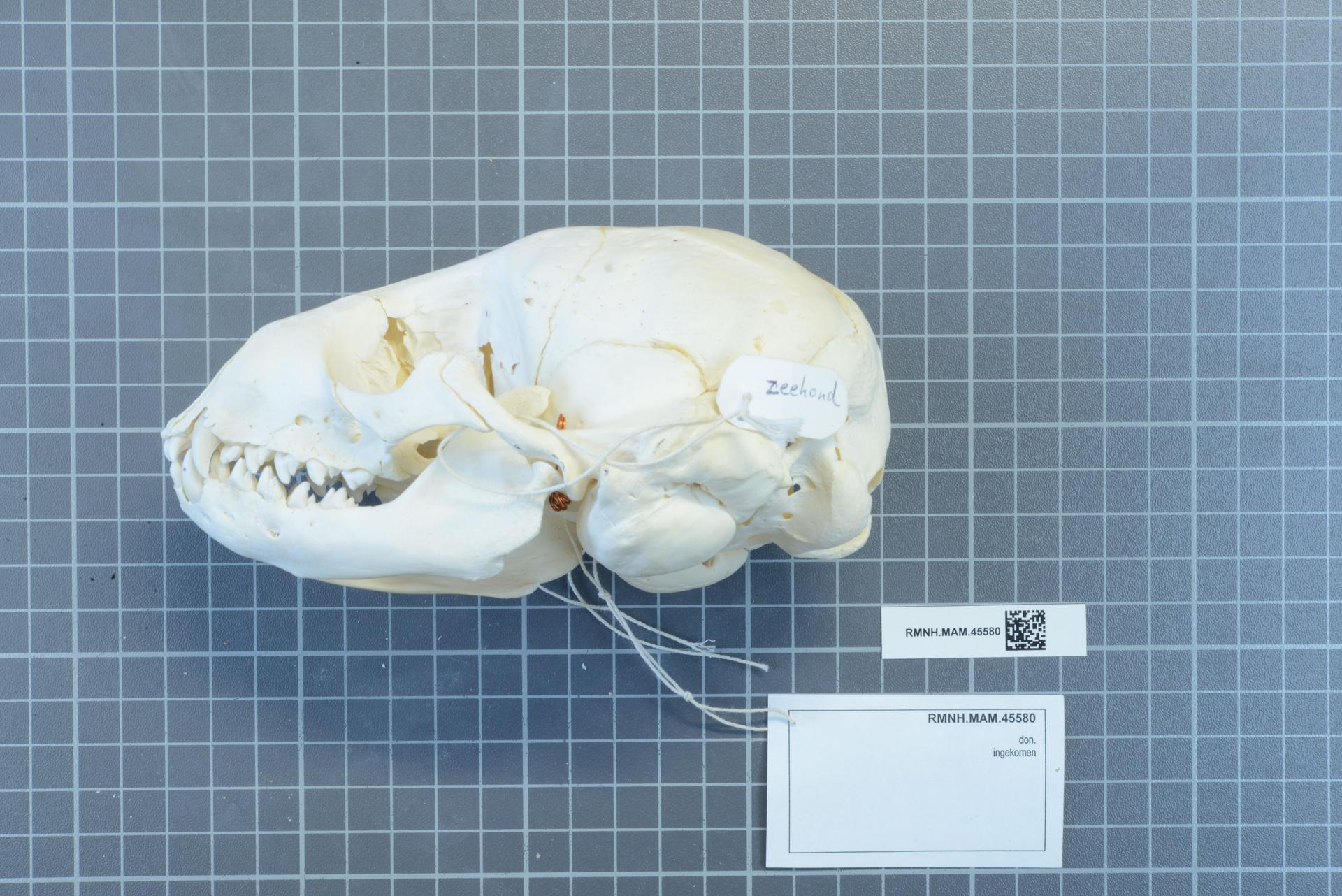
Schedel van opzij
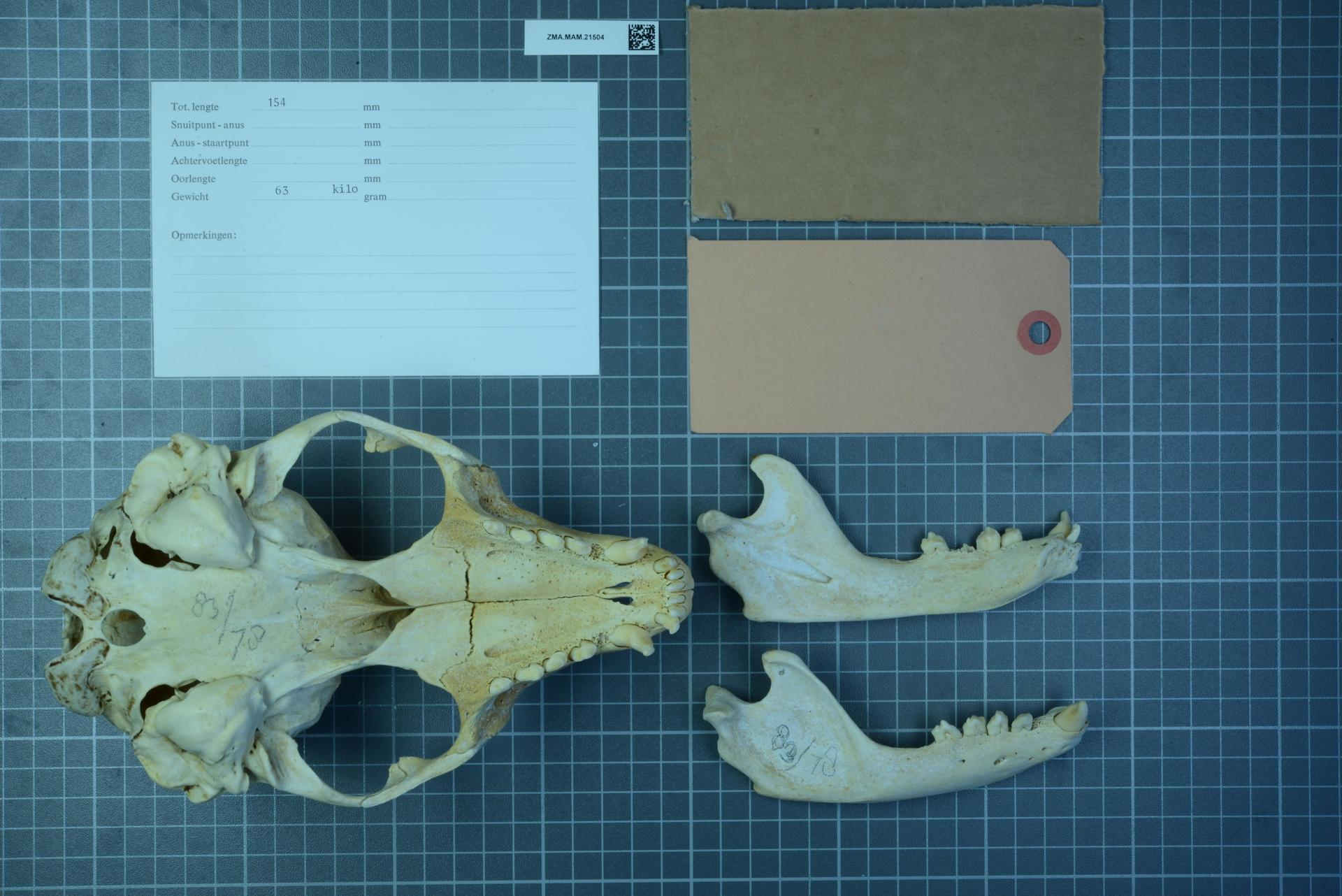
Schedel van boven
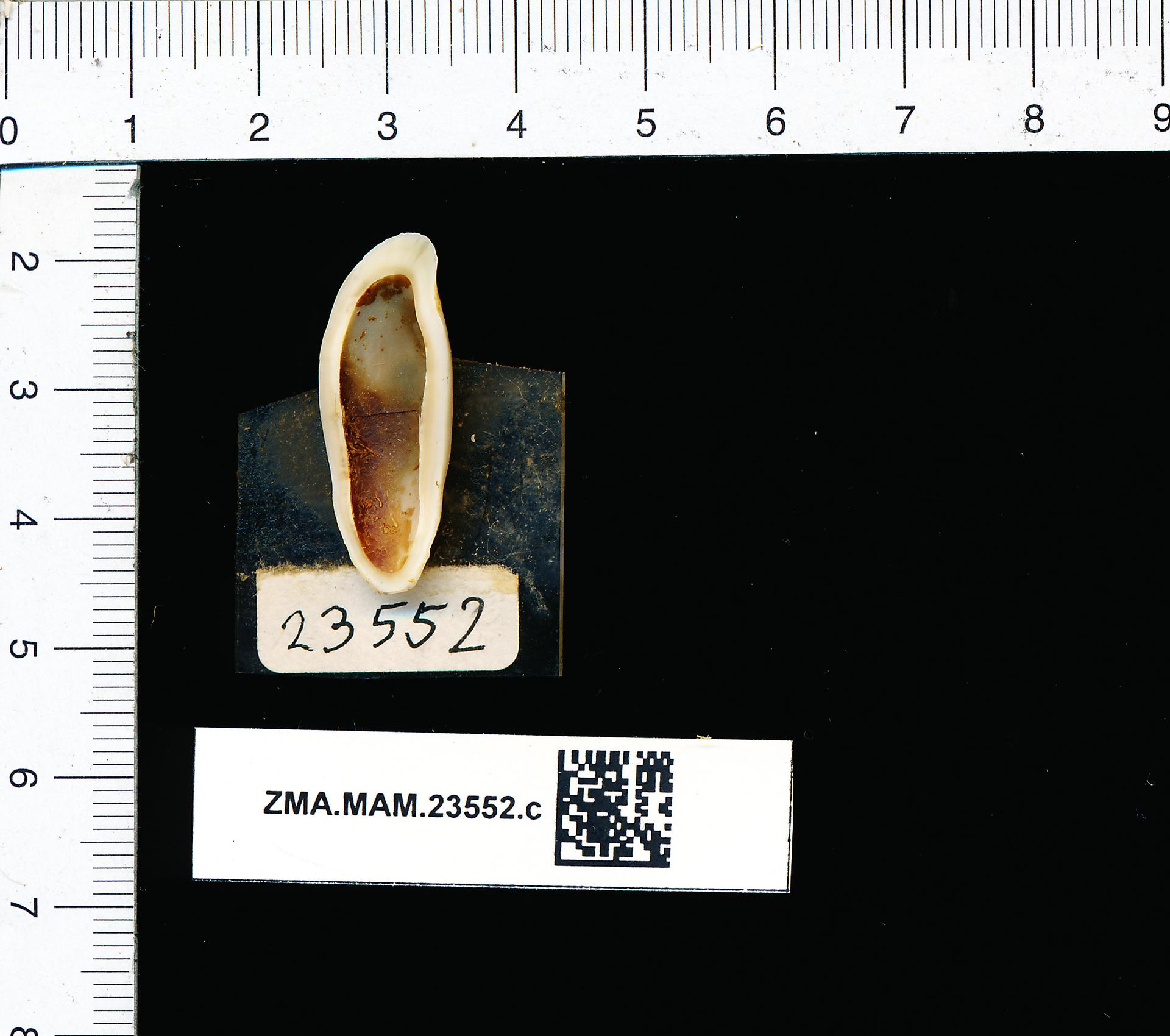
Tand
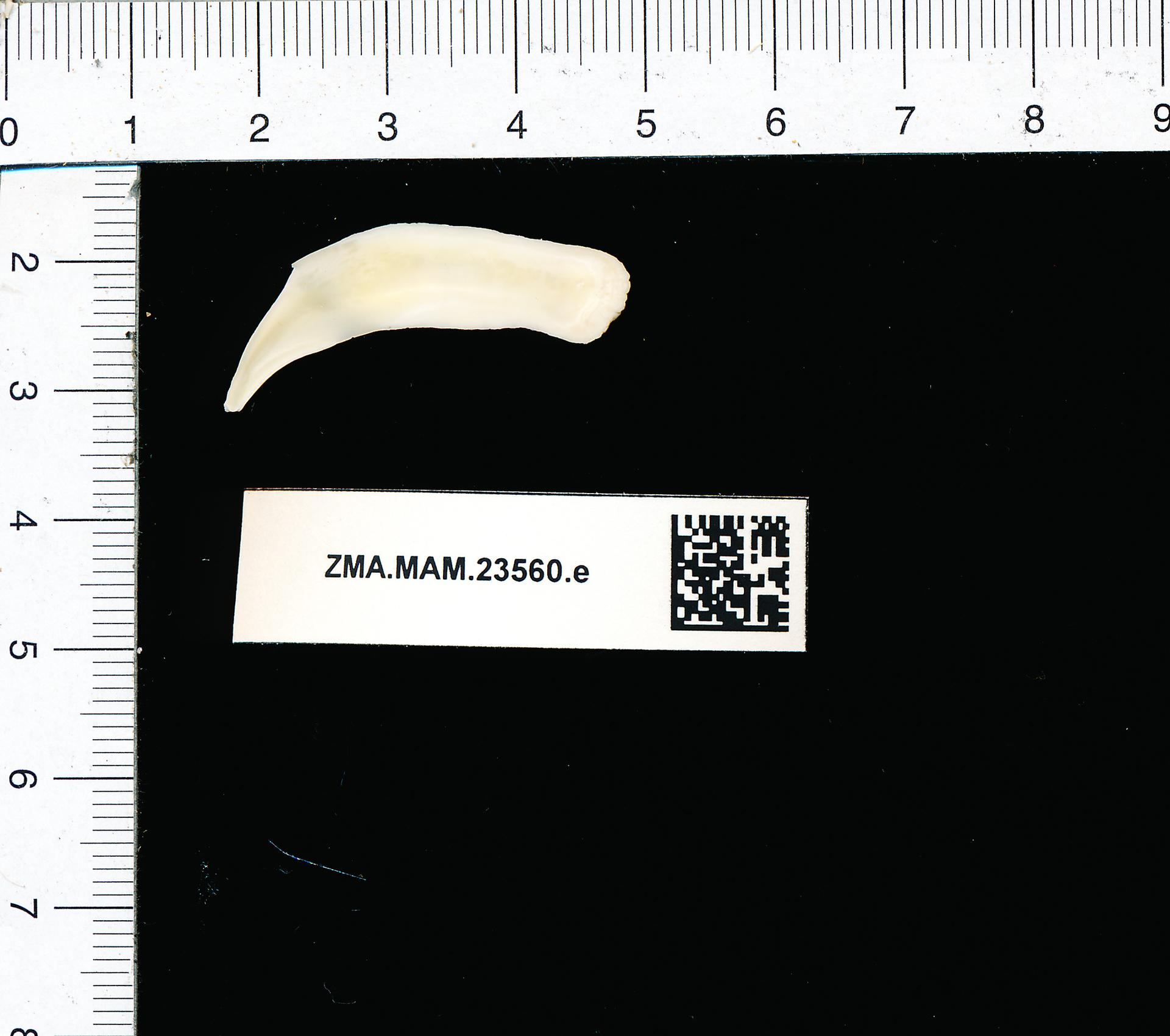
Idem